# AS Douanes Wagadugu
Association Sportive Douanes w skrócie AS Douanes – etiopski klub piłkarski grający w pierwszej lidze burkińskiej, mający siedzibę w mieście Wagadugu.

## Sukcesy
- Puchar Burkiny Faso[1]:
  - zwycięstwo (1): 2022

## Występy w afrykańskich pucharach
| Sezon     | Rozgrywki           | Runda   | Kraj | Klub           | Dom | Wyjazd | Dwumecz      |
| --------- | ------------------- | ------- | ---- | -------------- | --- | ------ | ------------ |
| 2022/2023 | Puchar Konfederacji | wstępna | Mali | AS Real Bamako | 0–0 | 0–0    | 0–0 (k. 1–3) |

## Stadion
Domowe mecze klub rozgrywa na stadionie o nazwie Stadion Miejski w Wagadugu, który może pomieścić 15000 widzów.

## Reprezentanci kraju grający w klubie od 2018 roku
Stan na kwiecień 2023.
| - Adama Barro - Bagbéma Barro - Hassami Barry - Michel Batiébo - Oumar Compaoré - Sansan Hassamy Dah - Banou Diawara - Michaïlou Dramé - Assané Guimbou - Cédric Kaboré - Omar Kaboré - Clavert Kiendrebéogo - Jean-Noël Lingani - Ridouanou Maiga - Yacouba Mando - Ousmane Nana - Hermann Nikièma - Valentin Nouma - Hamed Blakiss Ouattara - Maxime Ouattara | - Ismahila Ouédraogo - Issiaka Ouédraogo - Moustapha Ouédraogo - Clément Pitroipa - Souleyman Sakandé - Yaya Sanou - Aboubacar Sawadogo - Hamed Sawadogo - Hermann Sawadogo - Issouf Sosso - Ousmane Sylla - Elisée To - Aboubacar Sidiki Traoré - Mohamed Zegué Traoré - Madou Zon - Komi-Foovi Aguidi - Salif Bagaté - Hervé Diomandé - Kévin Zougoula |